# Alıuşağı
Alıuşağı è un comune dell'Azerbaigian situato nel distretto di Samux. Conta una popolazione di 1 672 abitanti.